# کلانگ (شهر)
کلانگ (به لاتین:Klang) با نام رسمی شهر سلطنتی کلانگ (مالایی: Bandaraya Diraja Klang) یک شهر، شهر سلطنتی و نیز مرکز سابق ایالت سلانگور در مالزی است‌.

## خصوصیات
کلانگ سیتی ۵۷۳ کیلومترمربع مساحت و ۷۴۴٬۰۶۲ نفر جمعیت دارد.